# Lost Highway (film)
Lost Highway je francouzsko-americký film, který natočil režisér David Lynch. Scénář spolu s ním napsal Barry Gifford (Lynch v minulosti natočil podle jedné z jeho knih film Zběsilost v srdci). Ve filmu hráli Bill Pullman, Patricia Arquette, Balthazar Getty, Robert Blake a další. Hráli zde také hudebníci Marilyn Manson a Twiggy Ramirez. V obou případech šlo o jejich první filmové role. Hudbu k filmu složil Angelo Badalamenti, který již s režisérem v minulosti na několika projektech spolupracoval. Část originální hudby složili také Barry Adamson a Trent Reznor a ve filmu byly použity písně například od Lou Reeda, Davida Bowieho či skupin Rammstein a Marilyn Manson.